# Pseudosmittia toyanigra
Pseudosmittia toyanigra är en tvåvingeart som beskrevs av Sasa 1988. Pseudosmittia toyanigra ingår i släktet Pseudosmittia och familjen fjädermyggor. Inga underarter finns listade i Catalogue of Life.